# Gõ kiến lùn đầu vàng
Gõ kiến lùn đầu vàng (tên khoa học Picumnus innominatus) là loài chim thuộc họ Gõ kiến. Loài này phân bố ở Bangladesh, Bhutan, Campuchia, Trung Quốc, Hồng Kông, Ấn Độ, Indonesia, Lào, Malaysia, Myanmar, Nepal, Pakistan, Thái Lan và Việt Nam. Môi trường sống tự nhiên của chúng là các khu rừng taiga, rừng thấp và ẩm nhiệt đới và cận nhiệt đới cũng như rừng núi đá ẩm nhiệt đới và cận nhiệt đới.

## Hình ảnh

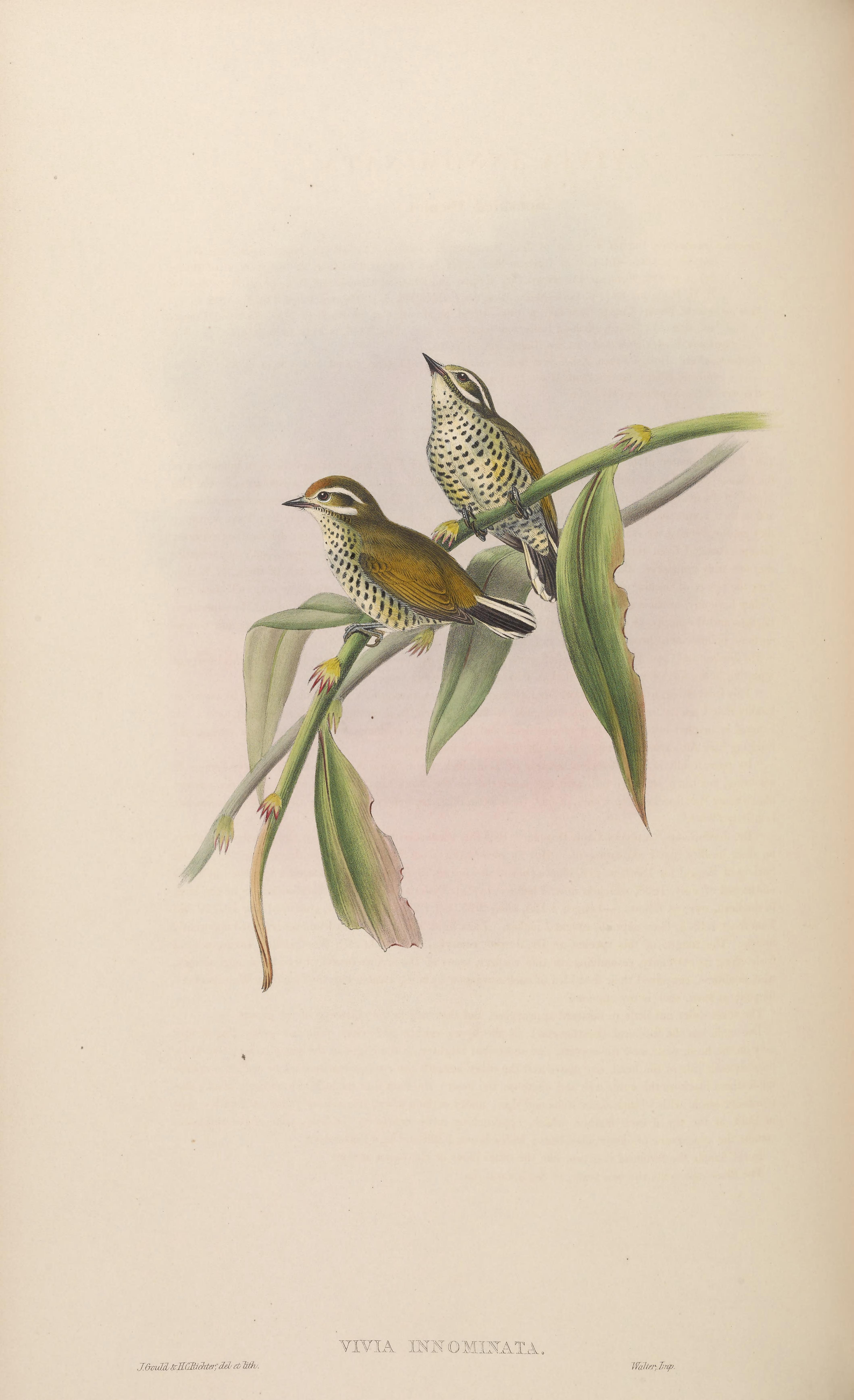